# 消泗乡
消泗乡，是中华人民共和国湖北省武汉市蔡甸区下辖的一个乡镇级行政单位。

## 行政区划
消泗乡下辖以下地区：
港洲村、汉洪村、渔樵村、罗汉村、九沟村、挖沟村、洪南村、曲口村、七壕村、三合村、洪河村、杨庄村和消泗乡社区。